# Hypolimnas sororia
Hypolimnas sororia är en fjärilsart som beskrevs av Hall 1930. Hypolimnas sororia ingår i släktet Hypolimnas och familjen praktfjärilar. Inga underarter finns listade i Catalogue of Life.